# 万松寺通
万松寺通（ばんしょうじどおり）は、愛知県名古屋市中区大須3丁目にある東西の通り（全蓋式アーケード商店街）。西端は本町通であり、東端は大津通である。商店会の名称は万松寺通商店街振興組合。

## 歴史

### 戦前の歴史
明治時代、本町通と万松寺通の辻の北東角に、幹の直径が3尺（約90センチ）もある大きなモミがあり、この巨木に因んで名づけられた宿屋の大樅楼があった。この巨木が理由で、この時代の万松寺通はモミの木横丁とも呼ばれた。
1894年（明治27年）、奥村伊三郎によって菊人形の展示場である黄花園（奥村黄花園）が設立され、本町通から黄花園に向かう客が万松寺通を通ったことで発展につながった。1908年（明治41年）5月には、栄町と熱田駅を大津通を通って結ぶ名古屋市電熱田線が開業し、上前津電停から大須観音に向かう参拝者が万松寺通を通ったことでも発展が促進された。
大正時代の万松寺通には数多くの古着屋が並んでいた。昭和初期には名古屋市の既製服店や呉服店の半分が大須に集中しているとも言われ、特に既製服店は目覚ましい増加を見せた。

### 戦後の歴史

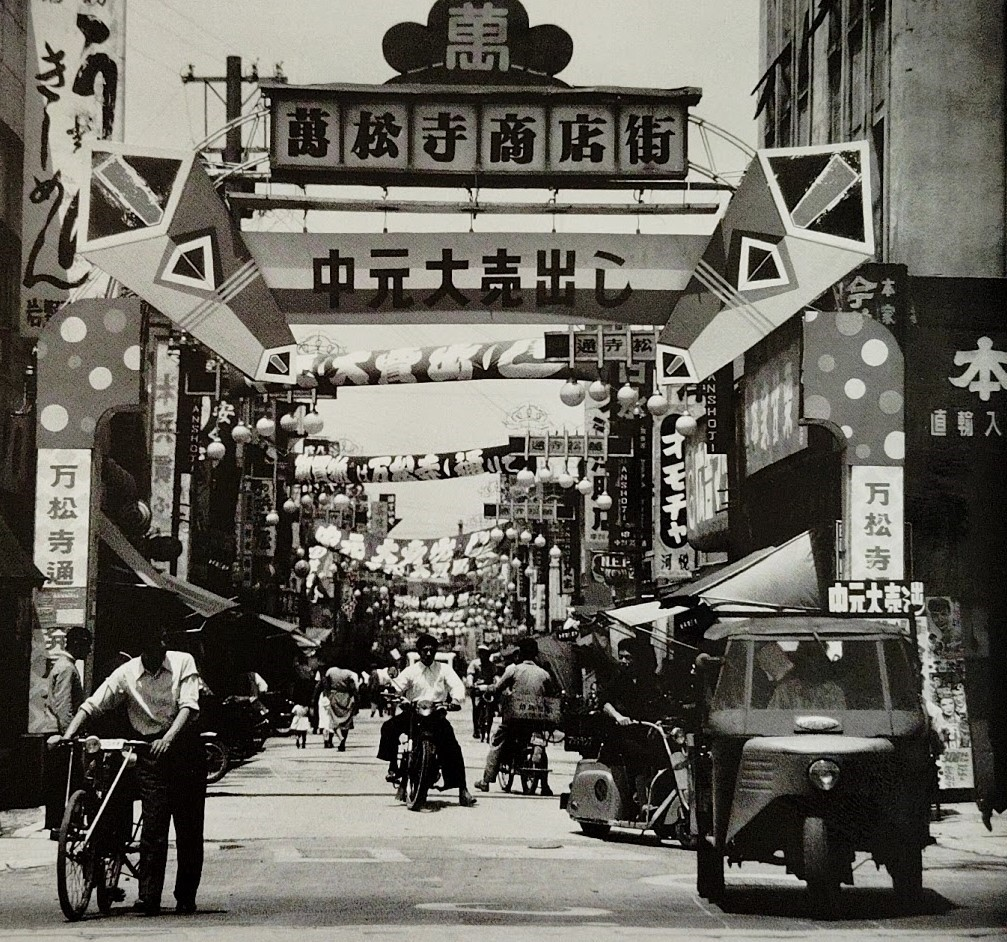
1954年の万松寺通

1948年（昭和23年）12月15日、万松寺通の舗装と街路灯の設置が完成し、黄花園で竣工式が行われた。1957年（昭和32年）、名古屋市では初となる全蓋式アーケード商店街が完成した。中部地方全体でも初とされている。3月には完成を記念した大売り出しが行われた。
1973年（昭和48年）末には老朽化した全蓋式アーケードが建て替えられた。1985年（昭和60年）4月、全蓋式アーケードの建て替えと歩道のカラー舗装化を開始した。
2009年（平成21年）の大須大道町人祭の前夜祭では金玉転がしが行われ、万松寺通、大須観音通、新天地通、赤門通は北チーム、東仁王門通、仁王門通、門前町通、大須本通は南チームとなった。

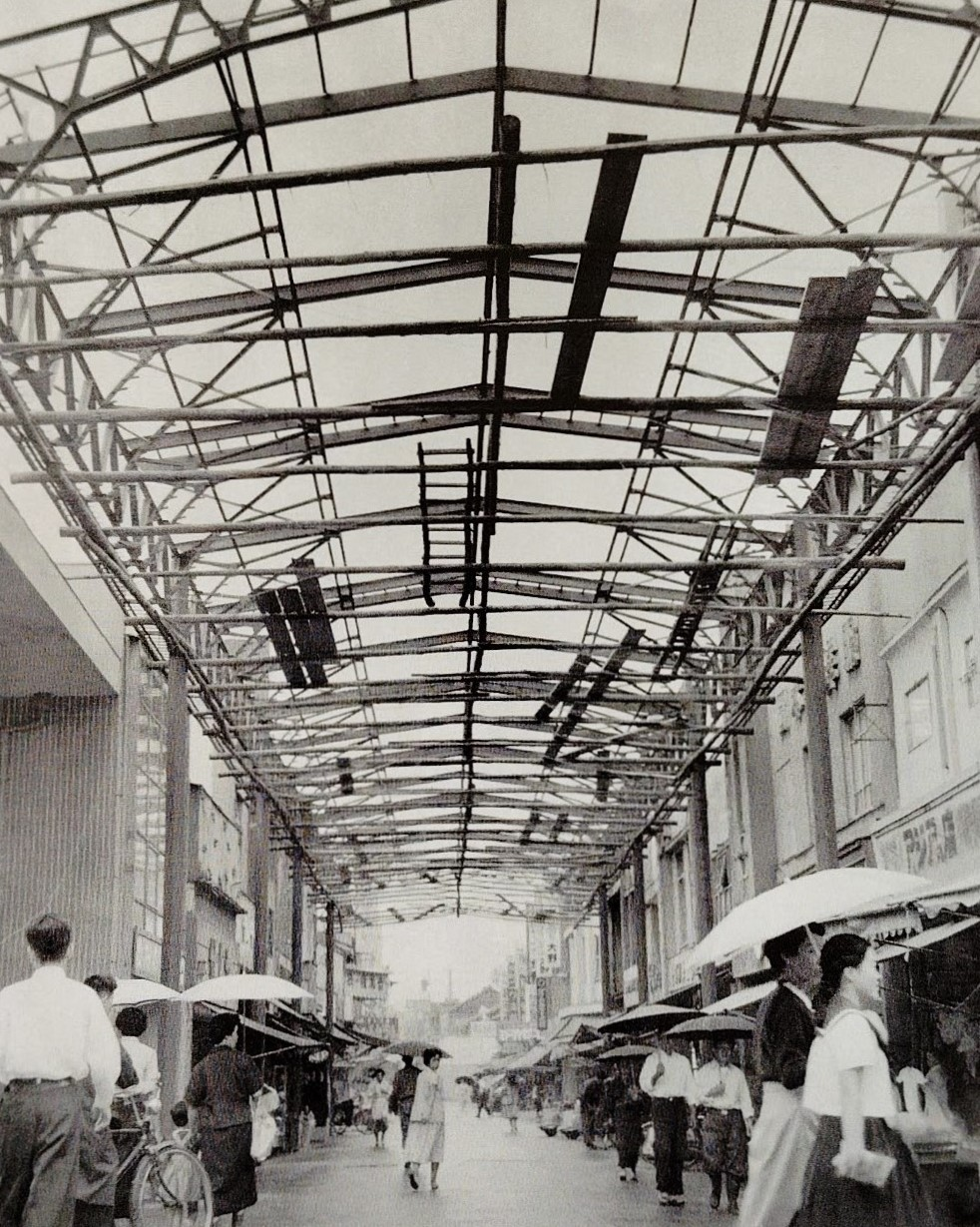
名古屋市初の全蓋式アーケード完成直前の万松寺通（1956年9月）

## 施設

### 現存する施設
- 萬松寺

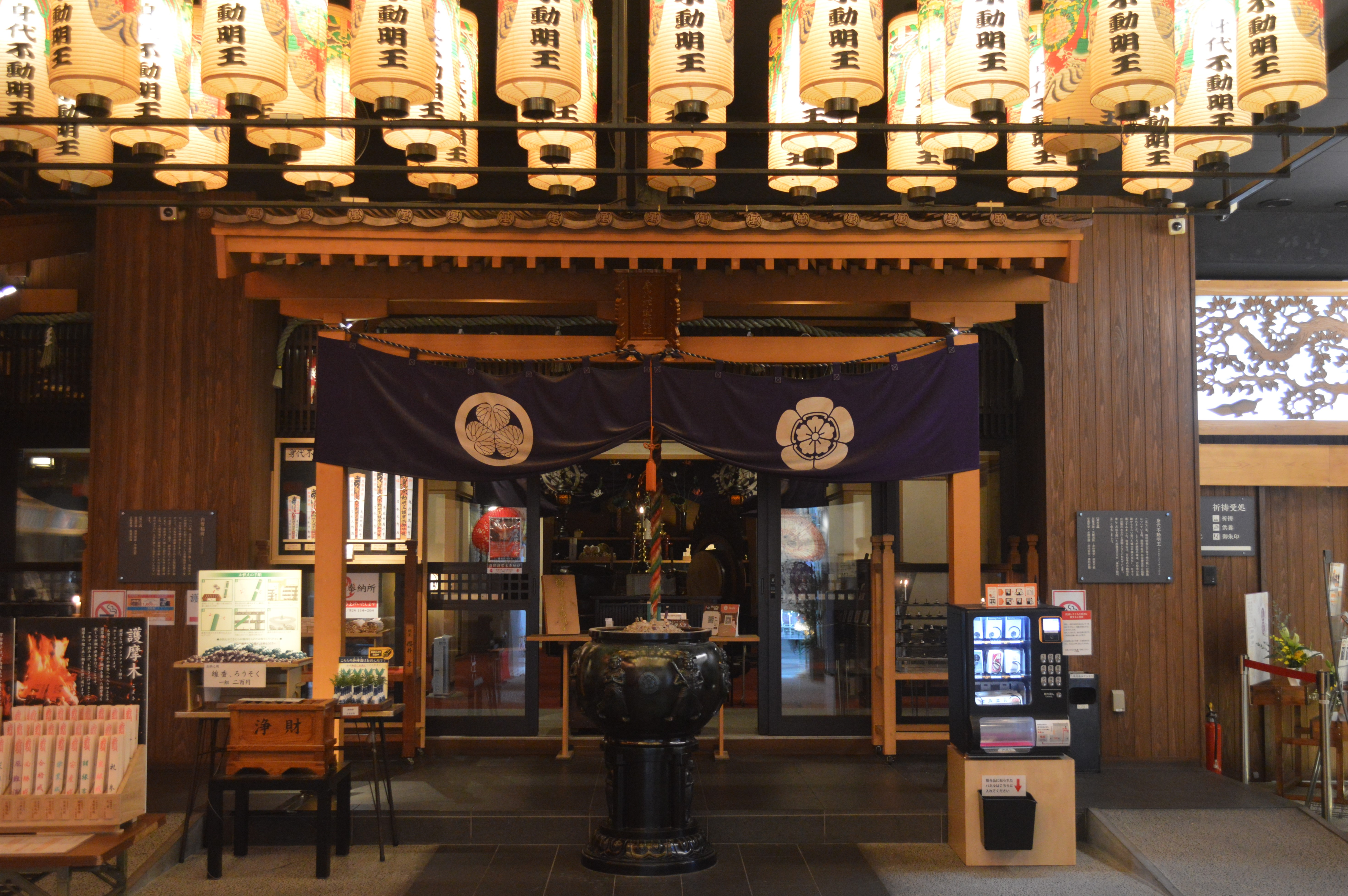
萬松寺の不動堂

- 大須301ビル - 2003年（平成15年）12月6日、大須30番第1地区に開業した商業ビル[7]。
  - ドン・キホーテ大須店
  - 松屋コーヒー本店
- KOMEHYO名古屋本店本館
- 大須シネマ - 2019年（平成31年）4月1日に開業した映画館[8]。万松寺通から北に延びる路地沿いにある。
- 大須公園

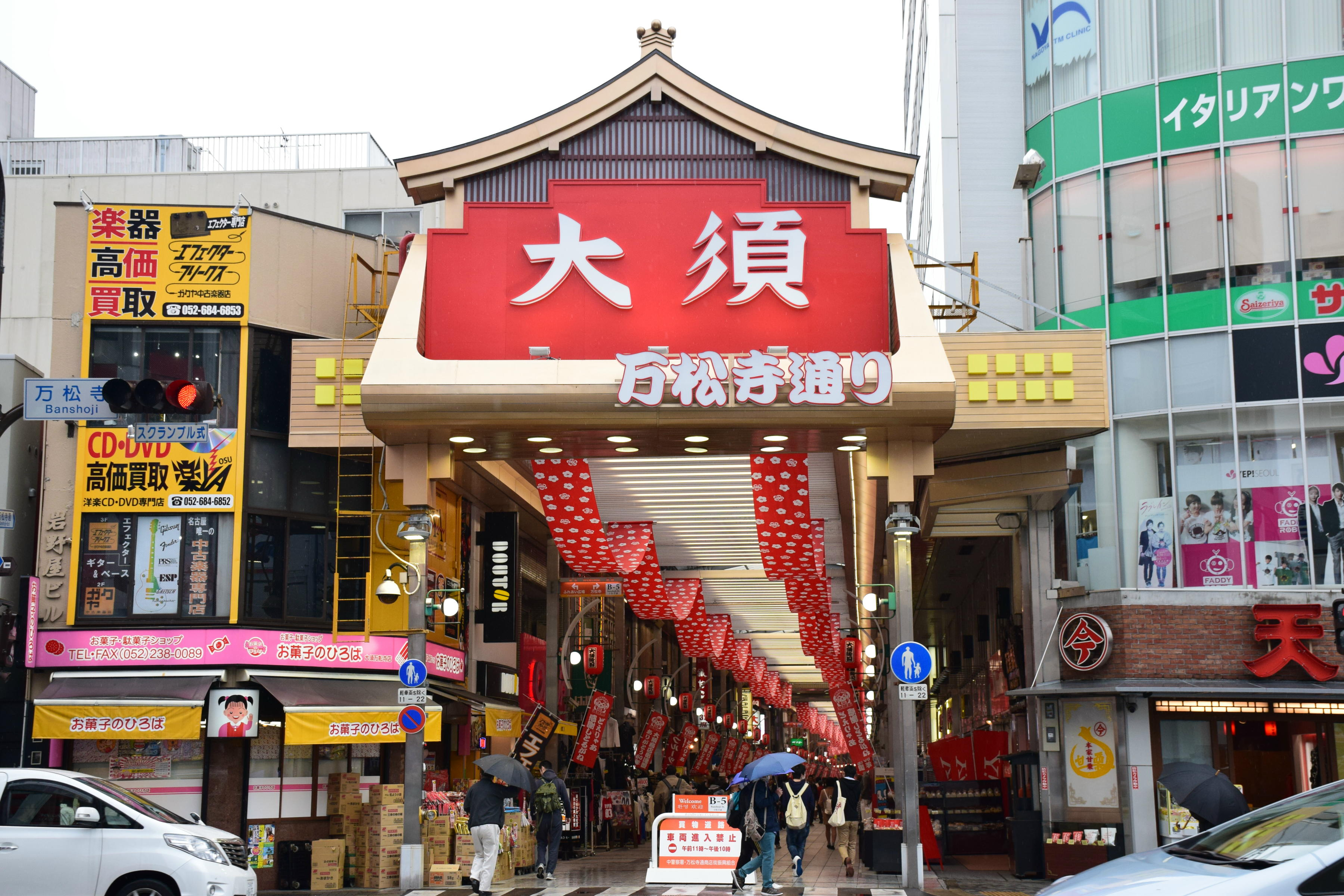
アーケード東端部
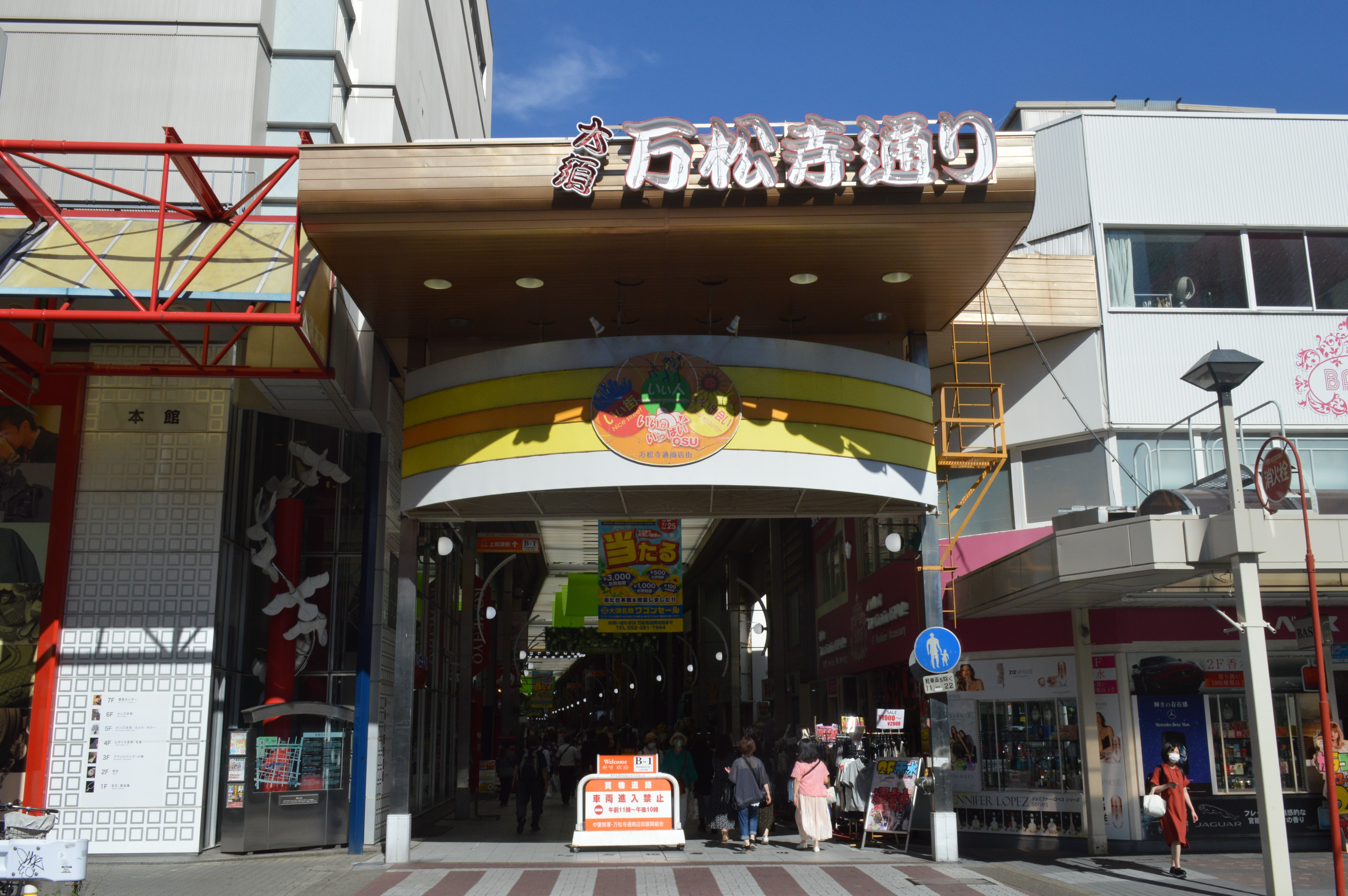
アーケード西端部
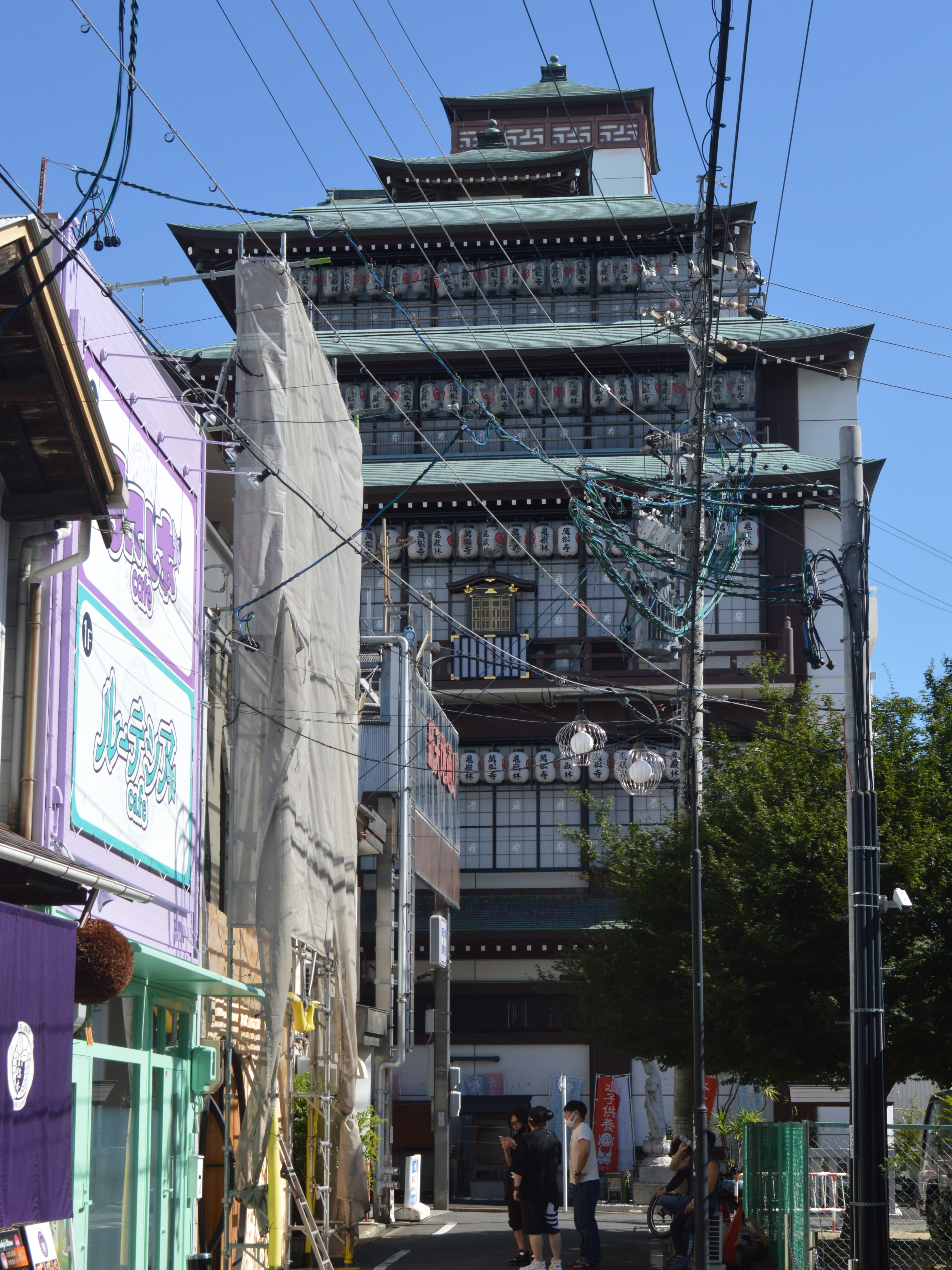
萬松寺の本堂
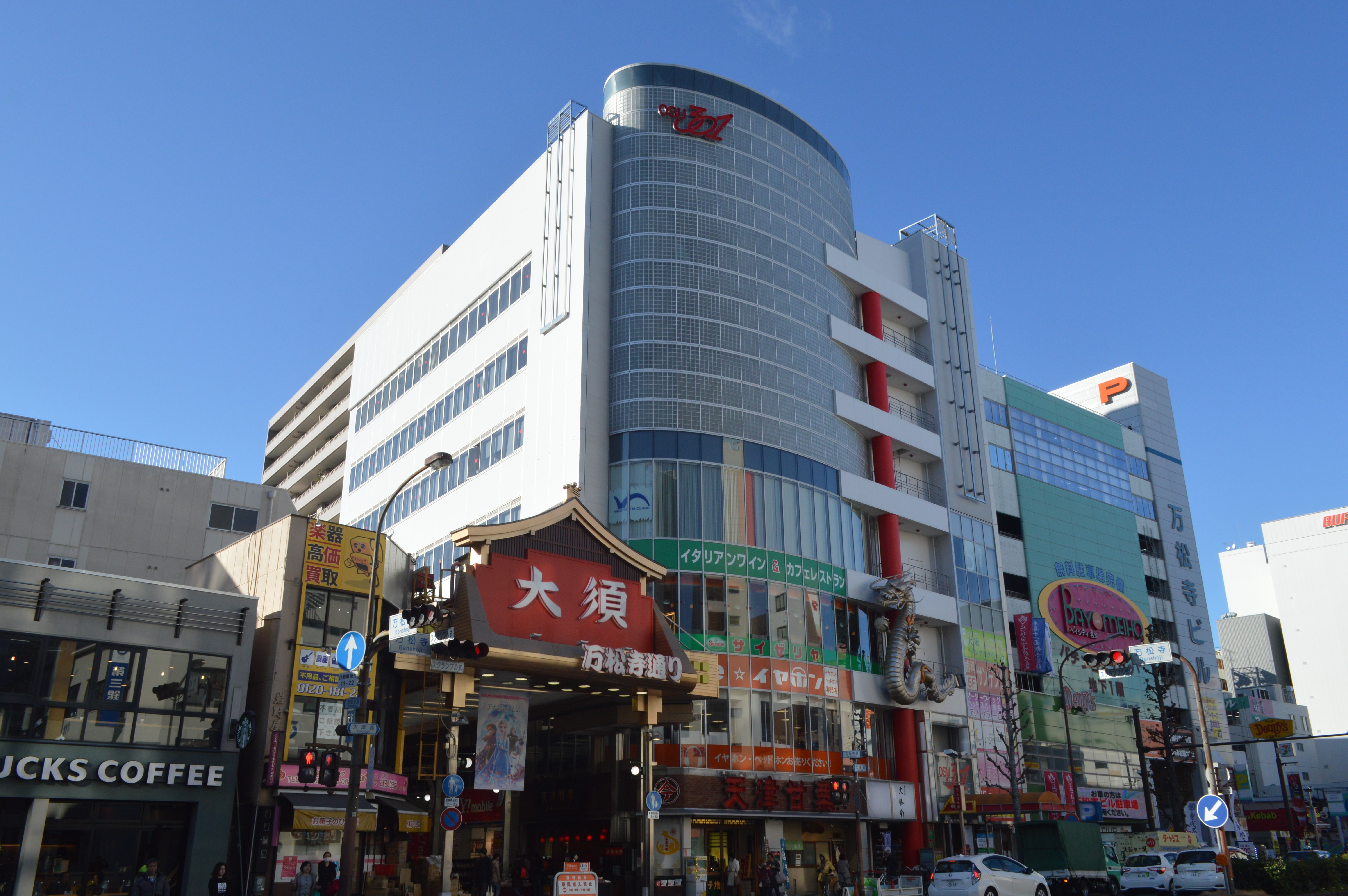
大須301ビル
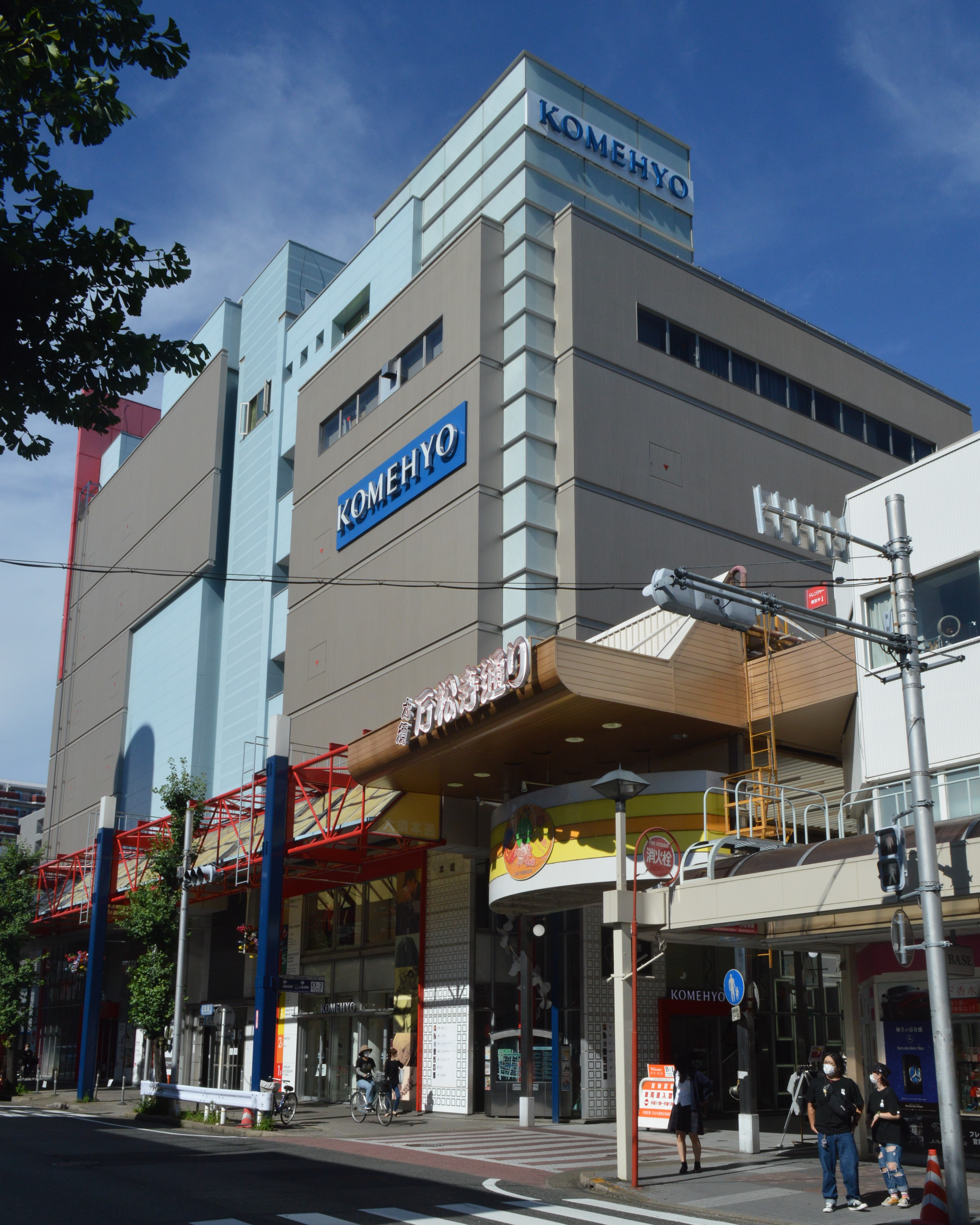
KOMEHYO名古屋本店本館
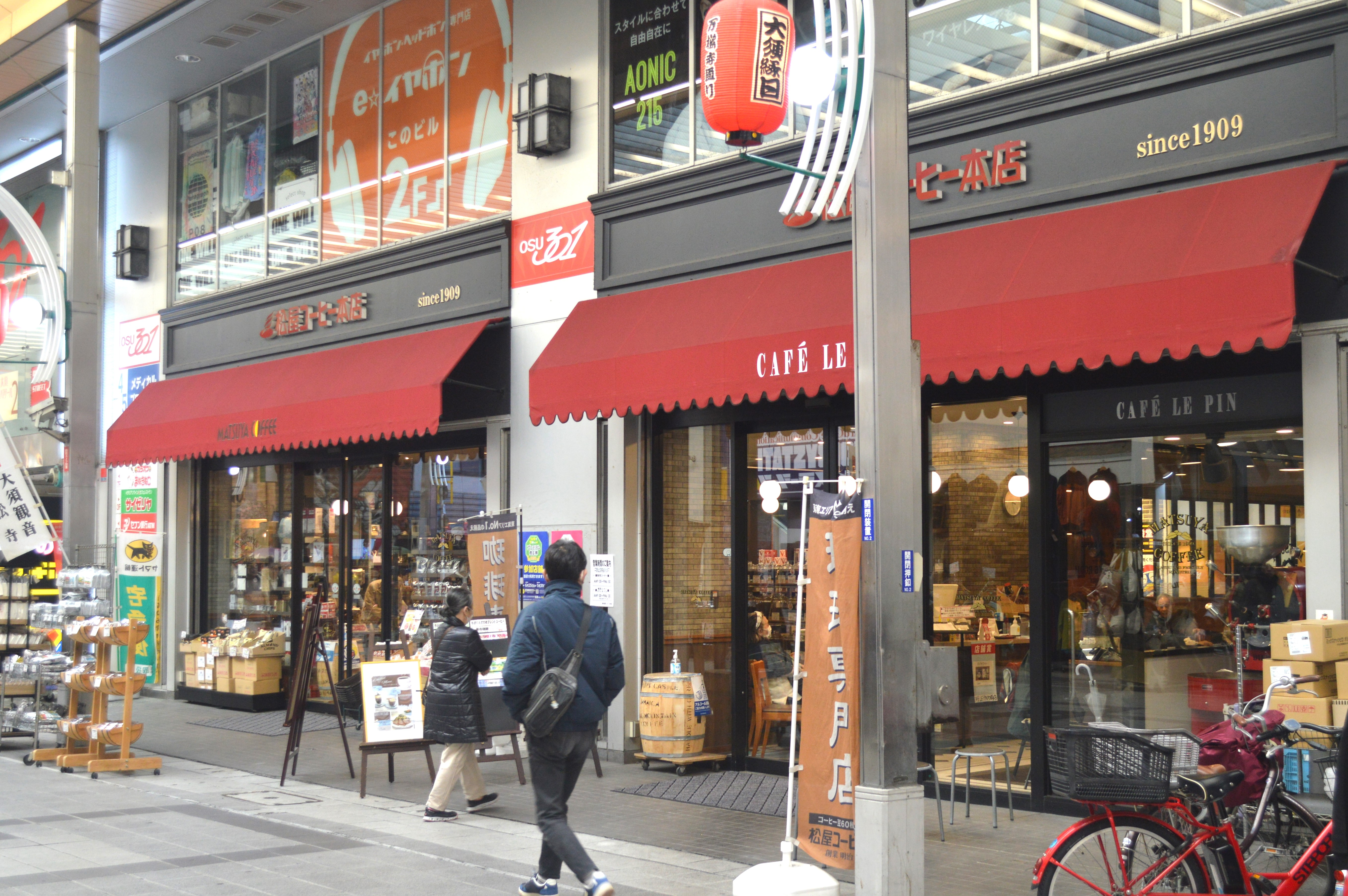
松屋コーヒー本店
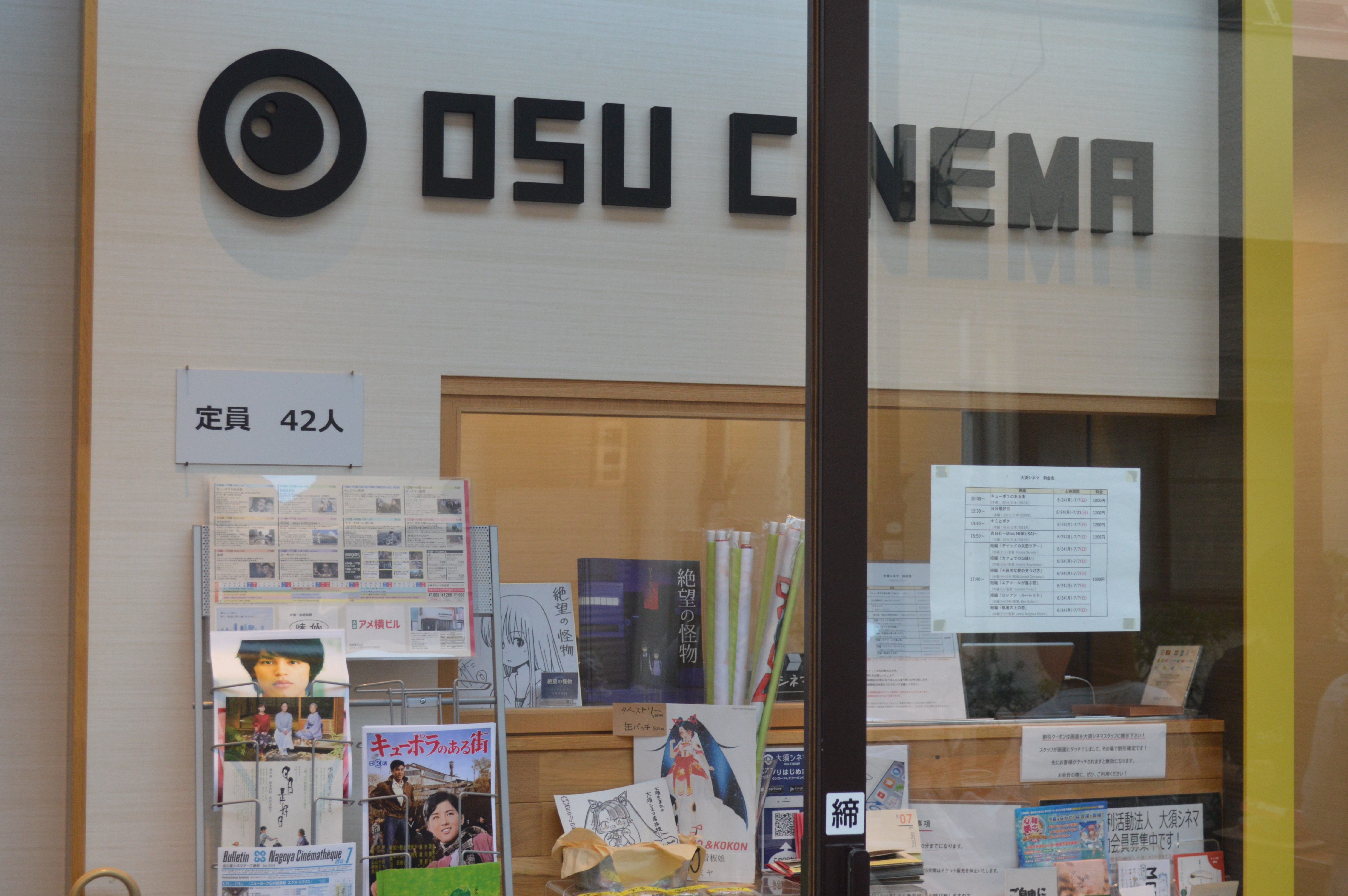
大須シネマ
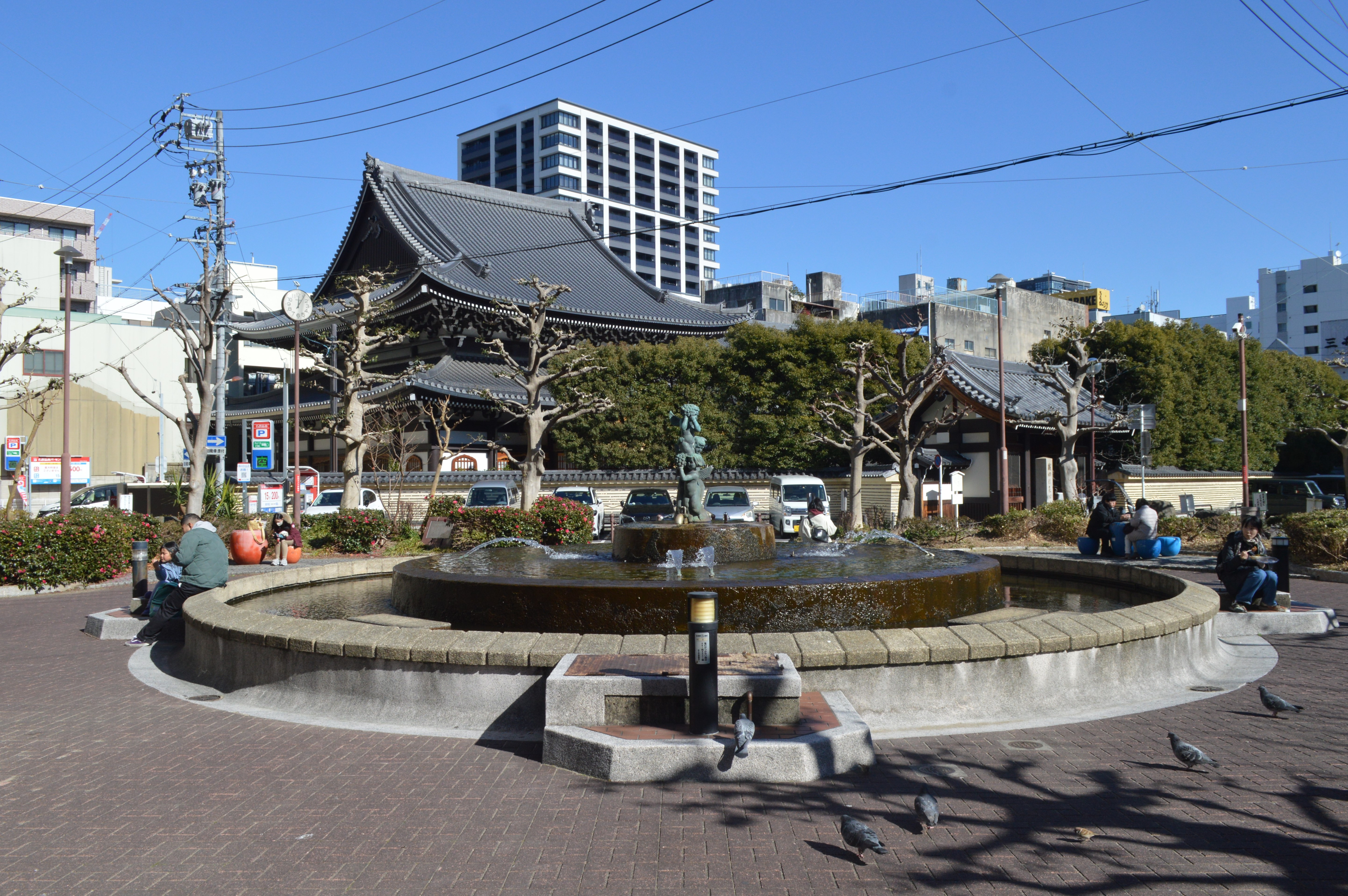
大須公園

### かつて存在した施設

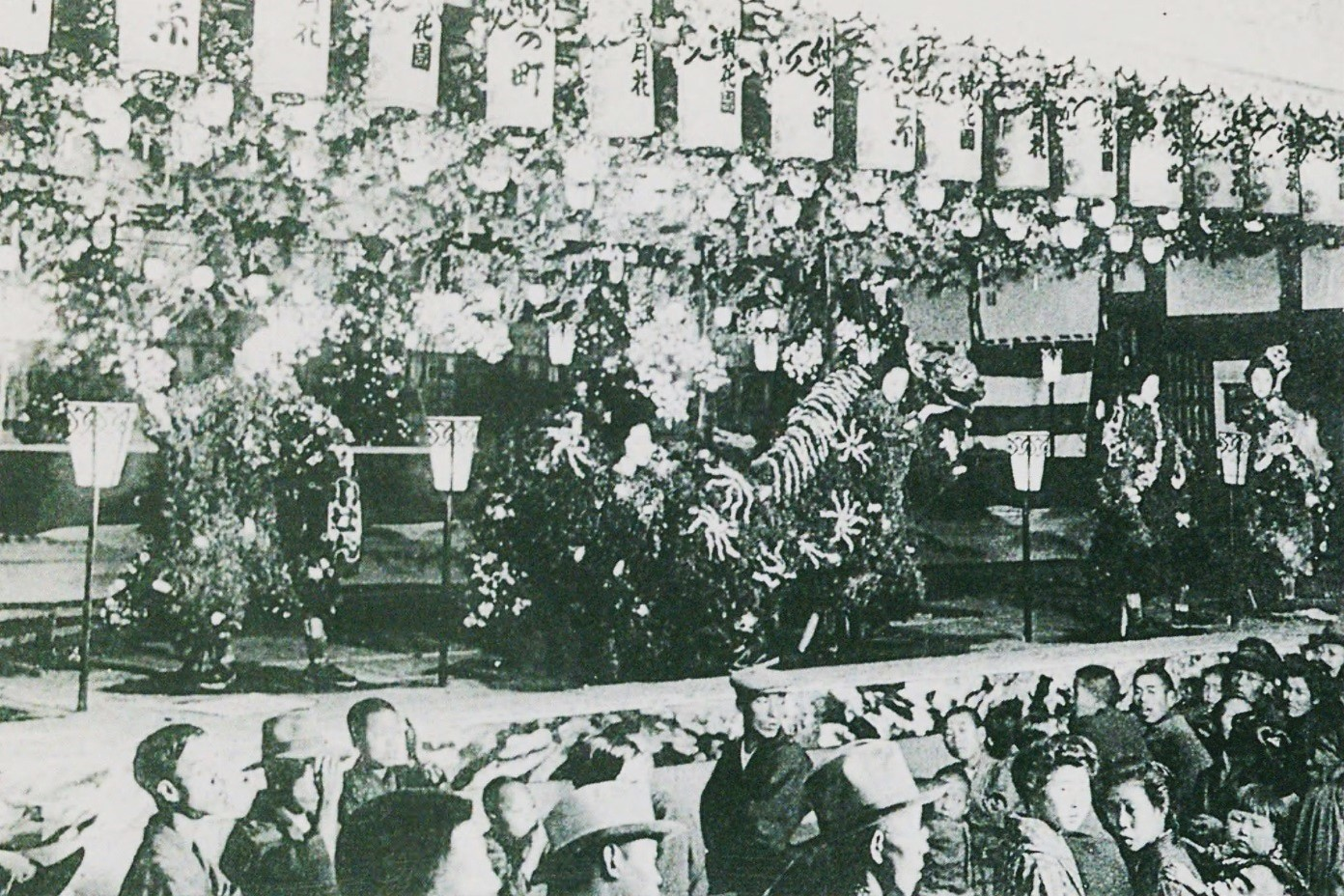
黄花園

- 納屋橋饅頭万松庵 - 1919年（大正8年）に萬松寺近くで創業した和菓子店[9]。万松寺通と裏門前町大通の角には大須万松寺通店があった[9]。2022年（令和4年）1月10日をもって製造販売を中止した[9]。
- 黄花園（奥村黄花園） - 菊人形の展示場。1894年（明治27年）に奥村伊三郎によって設立され、1936年（昭和11年）まで営業した。
- 今泉動物園 - 1910年（明治43年）に今泉七五郎によって開かれた私設の動物園[10]。1917年（大正6年）には名古屋市に寄贈され、後に東山動植物園となった[10]。